# Nagoya Kei
Nagoya kei - піджанр visual kei, що має коріння в ранніх 90-х на музичній сцені Нагої в Японії. На nagoya kei західні (особливо британські) панк-рок гурти вплинули більше, ніж на звичайний visual kei. Гурти стилю nagoya менше уваги приділяють костюмам і мейкапу на користь більш складних музичних композицій. 

## Характеристика
Жанр зародився в Нагої, тому всі групи звідти помилково відносять до nagoya kei. Але насправді жанр не має прямого відношення до географії, мова йде про звучання, стиль музики та візуалу. Nagoya kei утворився від поєднання Коте кей і Коруфу кей. У музичному стилі це зазвичай важкий метал, альтернатива, хардкор і металкор з помітними бас-партіями. Це більш похмурий і темний жанр, ніж звичайний visual kei. Зовнішньо стиль характеризується відповідним віжуалом — зазвичай це костюми в темній колірній гамі; переважає чорний колір, без властивих іншим піджанрам visual kei витребеньок.

## Гурти
Найбільш відомі гурти, що працюють за цим напрямком: Silver ~ Rose, Laputa, Merry Go Round, Kein, Lamiel,  Phobia, Blast, Gullet (альтернативний рок), The Studs, lynch. (прогресивний метал), Eight (ню-метал), Deathgaze (альтернативний метал, металкор), OZ (металкор), UnsraW та інші. 